# Mineiro-grande
Mineiro-grande ou curriqueiro-grande (Geositta isabellina) é uma espécie de ave da família Furnariidae.
Pode ser encontrada nos seguintes países: Argentina e Chile.
Os seus habitats naturais são campos rupestres subtropicais ou tropicais.